# ストラ・エンソ
ストラ・エンソ（フィンランド語: Stora Enso Oyj）は、フィンランド・ヘルシンキに本社を置く林産企業。林産品および紙製品のほか、パッケージング事業やバイオマテリアル事業を手掛けている。世界30カ国以上に現地法人を、17カ国に工場を持つ。日本法人はストゥーラエンソジャパン株式会社。OMXH25銘柄の一つ。

## 概要
1998年末、スウェーデンのストラ社とフィンランドのエンソ社の二大林産企業の合併により誕生した。ストラ社の起源は、古く13世紀にまでさかのぼる。現在ではフィンランド・スウェーデンをはじめ、ドイツ、ロシアなどヨーロッパ全域及びアメリカ合衆国・中国などに拠点を持つ。林産企業として世界大手の一角をなし、フィンランドではUPMに次ぐ規模を有している。株主名簿にはフィンランドおよびスウェーデンの個人、機関投資家のほか、フィンランド政府、フィンランド社会保険庁などがならんでいる。
伝統的な林業・製紙業から事業の多様化をはかっており、事業別の売上では、林業が16％、製紙業が28％、パッケージング関連が37％、バイオマテリアル事業が15％となっている。

### ストラ社史

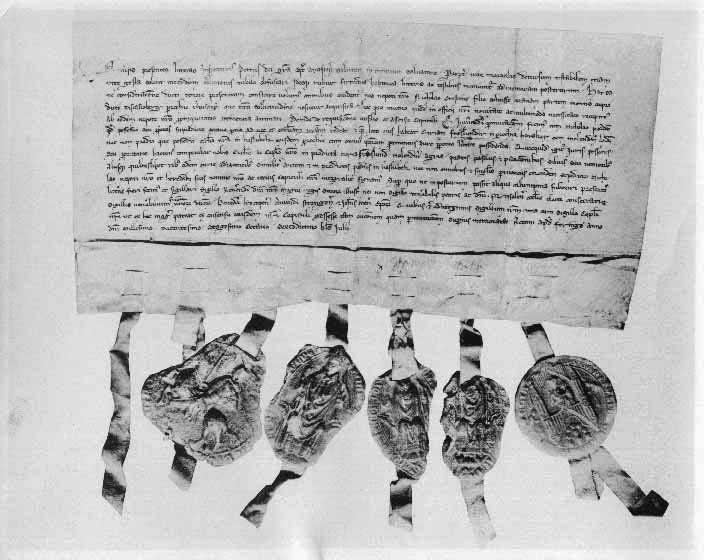
1288年6月16日付けのストラ銅山の1/8の権利を記した株券。

スウェーデンのファールンの銅鉱山組織、Stora Kopparberg（ストラ・コッパルベリ、「大銅山」の意）の最古の株式は1288年に発行された。この株式証券はヴェステロースの司教（Diocese of Västerås）に12.5パーセント（8分の1）の権利を与えたもので、現存する中では世界最古の株式証券でもある。
事業体の企業としての地位は、1347年にスウェーデン王のマグヌス4世が勅許状（charter）を与えたことでも確認できる。このため、ストラ・コッパルベリおよびその後継のストラ・エンソが現存する世界最古の事業会社または有限責任会社（LLC）になるとも考えられている。
17世紀の一時期、ファールンのストラ銅山が世界の銅生産の3分の2を占めていた。18世紀、銅山は次第に重要性を失ってゆき、会社は1731年に鉄鉱石の販売を始めた。1860年代、会社にとっては鉄鉱石が銅よりも経済的に重要になった。19世紀末には事業多角化のためにパルプ工業および製紙業へと進出した。1978年、ストラ・コッパルベリーズ・ベリースラーグス社は鉱業および製鉄業より撤退し、林業関係に集中するという決断を行った。1984年には社名を「ストラ」に変更した。売却されたストラ銅山は1992年に長きにわたる操業を終え閉山したが、その跡地は「ファールンの大銅山地域」として世界遺産となっている。

### エンソ社史
もう一つの前身企業であるエンソ＝グートツァイト（Enso-Gutzeit Oy）は、1860年にケーニヒスベルク生まれのドイツ系ノルウェー人のヴィルヘルム・グートツァイト（Wilhelm Gutzeit）がノルウェーのフレドリクスタに設立した製材所のW・グートツァイト商会（W. Gutzeit & Co.）を起源に持つ。その息子のハンス・グートツァイトは木材の安いフィンランドのほうが有望と考え、ノルウェーの事業を手放し、1872年にキュミ川の河口（現在のコトカ市）に新たな蒸気式製材所を開業した。グートツァイト社は他の製材所や材木業者を買収し、やがて多数の製材所・製紙工場や広大な森林を所有するフィンランド最大の林産企業となった。1912年にはエンソ市（現在のロシア領スヴェトゴルスク）にあったエンソ砕木（Enso träsliperi Ab）を買収した。1918年にフィンランドが独立すると、フィンランド政府がノルウェー系の株主から株を買収し、政府が株の大部分を保有する国有企業となった。グートツァイト社は1925年に本社をコトカからエンソに移し、1928年にはエンソ社と合併して「エンソ＝グートツァイト」に改名した。
第二次世界大戦時の冬戦争および継続戦争で、エンソ＝グートツァイトは主力工場を破壊されたほか、エンソ市がソビエト連邦に割譲されたことで打撃を受けた。戦後は事業の復興を進め、1990年代には、エンソ＝グートツァイトは同じフィンランドのライバル企業のUPMキュンメネとヨーロッパ最大の林産企業の座を争うほどになった。

## 日本法人
日本法人「ストゥーラエンソジャパン株式会社」は東京（九段下）にオフィスを持つ。